# Tiroteo de Phoenix de 2022
El tiroteo de Phoenix de 2022 ocurrió el 28 de agosto de 2022, cuando un hombre armado abrió fuego frente a un motel Days Inn en Phoenix, Arizona. Isaiah Steven Williams, de 24 años, disparó al azar en el estacionamiento del motel, matando a dos personas e hiriendo a cinco. Después de ser disparado por los oficiales, Williams se suicidó.

## Tiroteo
Aproximadamente a las 8:30 p. m. MDT, el Departamento de Policía de Phoenix comenzó a recibir llamadas de emergencia reportando disparos en el estacionamiento de un motel Days Inn en el norte de Phoenix. Las imágenes de las cámaras de seguridad del motel muestran al tirador saliendo de su habitación de motel y saliendo del edificio. El tirador estaba armado con un rifle, una pistola y un cóctel molotov. Llevaba equipo táctico como un casco de kevlar, un chaleco balístico «tipo portador», una máscara de gas y rodilleras.
Después de salir del motel, el tirador comenzó a disparar al azar contra vehículos y edificios. Mientras caminaba por el estacionamiento, un automóvil blanco se detuvo; el tirador abrió fuego contra el vehículo, matando a dos personas. Varios pasajeros dentro del vehículo huyeron cuando el tirador les disparó. El pistolero luego se acercó a un restaurante Waffle House y arrojó su cóctel Molotov a una ventana; el cóctel se rompió sin encenderse. El pistolero apuntó con su rifle a varios transeúntes, pero no disparó. Durante los siguientes minutos, el tirador disparó al azar; Varias personas resultaron heridas y múltiples rondas alcanzaron negocios y vehículos cercanos.
A las 8:44 p. m., dos policías llegaron a la escena; el tirador les disparó, hiriendo a ambos. Un oficial devolvió el fuego, pero falló al pistolero que se retiraba. El tirador finalmente dejó de disparar, lo que permitió a la policía recuperar a un oficial herido y transportarlo a un hospital. Los oficiales se acercaron a la ubicación del pistolero y lo encontraron muerto de una aparente herida de bala autoinfligida en la cabeza. Los investigadores recuperaron 200 casquillos de bala gastados, cinco cargadores vacíos, granadas de aturdimiento sin usar y «otro equipo táctico». Las secuelas del incidente fueron grabadas por las cámaras corporales de los oficiales.

## Víctimas
Dos personas fueron asesinadas por el pistolero; fueron identificadas como Karla Garzona, de 44 años, y Misael Arévalo, de 36. Otros cinco, entre ellos tres civiles y dos policías, resultaron heridos por disparos. Uno de los oficiales recibió un disparo en el hombro, mientras que el segundo fue alcanzado por metralla «en varios lugares». El oficial que recibió un disparo en el hombro fue enviado a un hospital, mientras que los tres civiles fueron dados de alta.

## Perpetrador
El Departamento de Policía de Phoenix identificó al tirador como Isaiah Steven Williams, de 24 años. Williams se había graduado con un título de estudios cinematográficos de la Universidad Estatal de Arizona antes del tiroteo, pero estaba luchando por encontrar un trabajo. Aunque Williams había expresado una vez su interés en convertirse en oficial de policía o soldado, comenzó a publicar mensajes antipoliciales y antigubernamentales en las redes sociales en 2020, llamando a ambos sistemas «corruptos». En abril de 2022, los padres de Williams, preocupados de que pudiera lastimarse, le confiscaron múltiples armas, incluido un rifle estilo AR-15 y una pistola. Varias semanas antes del tiroteo, Williams vendió su coche; el día del tiroteo, había expresado a un amigo su deseo de luchar por las fuerzas kurdas en Irak porque «quería luchar por algo». En mensajes de texto, Williams recomendó un libro llamado The Destruction of Black Civilization (La destrucción de la civilización negra).

## Investigación
El Departamento de Policía de Phoenix está investigando actualmente el motivo del tirador. Una investigación interna que determine la legalidad de las acciones de los oficiales será revisada por la Oficina del Fiscal del Condado de Maricopa.